# کوه ناتیلوس
کوه ناتیلوس (به انگلیسی: Nautilus Mountain) یک کوه در کانادا است که در بریتیش کلمبیا واقع شده‌است. کوه ناتیلوس ۳٬۱۳۰ متر بالاتر از سطح دریا واقع شده‌است.